# Odontophorus guttatus
Odontophorus guttatus е вид птица от семейство Odontophoridae.

## Разпространение
Видът е разпространен в Белиз, Гватемала, Коста Рика, Мексико, Никарагуа, Панама и Хондурас.